# Raphael Warnock
Raphael Gamaliel Warnock (ur. 23 lipca 1969 w Savannah) – amerykański polityk i duchowny baptystyczny, od 20 stycznia 2021 senator Stanów Zjednoczonych ze stanu Georgia. Pastor w kościele Ebenezer Baptist Church w Atlancie od 2005 roku.

## Życiorys

### Młodość i edukacja
Urodził się i dorastał w Savannah, jako 11. spośród 12 dzieci w rodzinie. Jego ojciec, Jonathan Warnock, wygłaszał kazania w Zielonoświątkowym Kościele Świętości. Matka Warnocka, Verlene, została pastorką tego samego kościoła. Ukończył studia licencjackie z psychologii na Morehouse College, gdzie zmienił wyznanie, został baptystą. 
Odbył praktyki letnie w kościele Sixth Avenue Baptist Church w Birmingham w stanie Alabama. Tam zetknął się z duchownym, który był uczniem Martina Luthera Kinga i uczestniczył w ruchu praw obywatelskich w latach 60. 
Studia magisterskie ukończył w seminarium Union Theological Seminary w Nowym Jorku. Jego praca magisterska była poświęcona sprzeciwowi niemieckiego duchownego Dietricha Bonhoeffera wobec nazizmu i zmaganiom z rasizmem Marthina L. Kinga. Na tej samej uczelni obronił również doktorat, który poświęcił konieczności zjednoczenia czarnych chrześcijan w celu rozwiązania problemów społecznych takich jak masowe uzależnienia od narkotyków, ubóstwo, nierówności dochodowe. 

### Kariera duchownego
Został pastorem w kościele w Baltimore. W 2004 roku rozpoczął pracę w kościele Ebenezer w Atlancie.
Jako pastor uważał, że kościoły czarnych mieszkańców USA powinny być bardziej przyjazne wobec osób homoseksualnych. Potępiał seksizm i kulturę patriarchalną. Krytycznie wypowiadał się o białych kościołach chrześcijańskich, oskarżając je o współudział w praktyce segregacji rasowej i niewolnictwa. Jako pastor w Atlancie w swoich kazaniach bronił Genarlowa Wilsona, który został skazany na 10 lat więzienia za to, że jako 17-latek uprawiał seks z 15-latką. Po śmierci Trayvona Martina wygłosił kazanie w bluzie z kapturem.

### Kariera polityczna
W 2014 roku nawiązał współpracę z Stacey Abrams z Partii Demokratycznej, która koordynowała akcje rejestracji wyborców w Georgii. W tym samym roku opublikował książkę pod tytułem The Divided Mind of the Black Church: Theology, Piety & Public Witness. 
W 2020 został kandydatem demokratów w wyborach do Senatu w Georgii, jego kontrkandydatką była Kelly Loeffler. W pierwszej turze, która odbyła się 3 listopada 2020 żaden z kandydatów nie osiągnął wymaganej połowy głosów. Druga tura odbyła się 5 stycznia 2021. Warnock wygrał drugą turę i został pierwszym czarnoskórym senatorem w historii Georgii. 
W wyborach do Senatu 8 listopada 2022 Warnock, w pierwszej turze zajął pierwsze miejsce, ale nie zdobył wymaganej liczby co najmniej połowy głosów i w drugiej turze, 6 grudnia pokonał Republikanina Herschela Walkera. 

## Życie prywatne
14 lutego 2016 poślubił Oulèye Ndoye. Mają dwoje dzieci. Rozwiedli się w maju 2020 roku.